# Andrés Villena
Pour les articles homonymes, voir Villena (homonymie).
Andrés J. Villena Rodríguez (né le 27 février 1993 à San Roque, dans la province de Cadix en Andalousie) est un joueur espagnol de volley-ball. Il mesure 1,94 m et joue attaquant. Il totalise 21 sélections en équipe d'Espagne.

## Clubs
| Club            | De        | À         |
| --------------- | --------- | --------- |
| Unicaja Almería | 2012-2013 | 2012-2013 |
| Callipo Sport   | 2013-2014 | ...       |

## Palmarès

### Club et équipe nationale
- Championnat du monde des moins de 19 ans
  - Finaliste : 2011
- Championnat d'Europe des moins de 21 ans
  - Finaliste : 2012
- Championnat d'Espagne (1)
  - Vainqueur : 2013
- Coupe d'Espagne
  - Finaliste : 2013

### Distinctions individuelles
- Meilleur marqueur du Championnat du monde des moins de 19 ans 2011
- Meilleur serveur du Championnat d'Europe des moins de 19 ans 2011
- Meilleur marqueur et meilleur attaquant du Championnat d'Europe des moins de 21 ans 2012